# Kościół Santa Maria di Castello w Genui

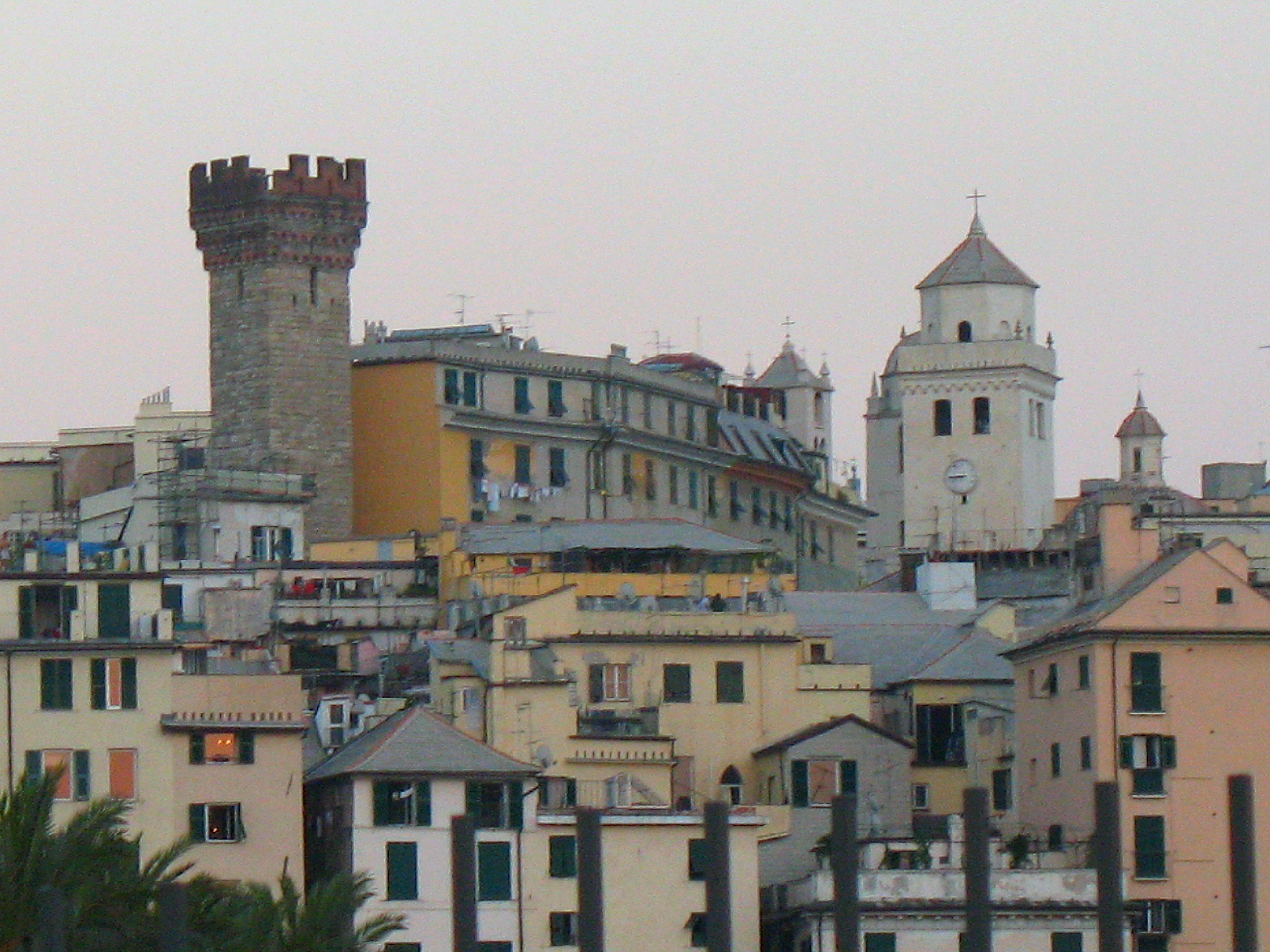
Wzgórze Castello – kampanila kościoła Santa Maria (na dalszym planie)

Kościół Santa Maria di Castello (pol. kościół Najświętszej Maryi Panny na Castello) – rzymskokatolicki kościół w Genui w dzielnicy Molo. Jest kościołem parafialnym, należącym do dekanatu Centro-Est Archidiecezji Genui.
Został założony, według nie potwierdzonych źródeł, w 658 roku, w miejscu będącym początkiem osady miejskiej Genui. Zbudowany w XII wieku jako kościół romański, przebudowany został w XV i XVI wieku przez dominikanów, którzy wznieśli obok niego potrójny klasztor. Ozdobiony w XVI i XVII wieku w duchu barokowym, należy do najcenniejszych budowli sakralnych Genui. Z zachowanych w zespole kościelno-klasztornym dzieł sztuki wyróżnia się fresk Zwiastowanie pędzla Giusta di Alemagna (1451) oraz drewniany krucyfiks Christo Moro, dzieło anonimowego artysty z II połowy XIII wieku.

## Historia

### Kościół longobardzki
Kompleks kościelno-klasztorny Santa Maria di Castello, położony w pobliżu dzielnicy portowej Molo, zajmuje szczyt wzgórza Castello, gdzie w starożytności powstał pierwszy zalążek osady miejskiej i na którym odkryto, ułożone warstwowo, pozostałości fortyfikacji przedrzymskich, rzymskich i bizantyńskich. Według tradycji świątynię założył w 658 roku król Longobardów Aripert I, ale istnienie kościoła zostało po raz pierwszy poświadczone w dokumencie z 1049 roku. W baptysterium znajdują się rzeźby pochodzące ze starszej budowli.

### Kolegiata: XII–XV wiek
W I ćwierci XII wieku wzniesiona została trzynawowa konstrukcja na planie bazyliki, z emporą ponad arkadami oddzielającymi nawę główną od naw bocznych. Wykorzystane przy budowie kolumny i ich kapitele są w dużej części pochodzenia rzymskiego (II–III wiek). W 1237 roku łaciński patriarcha Jerozolimy dokonał konsekracji świątyni. Kościół pełnił funkcję kolegiaty, jednak zmniejszająca się z czasem liczba kanoników i ich stała nieobecność skłoniły dożę Genui Tomasa di Campofregoso oraz najbardziej wpływowe rody, zamieszkujące parafię, do wystąpienia do papieża Eugeniusza IV z żądaniem przekazania kościoła dominikanom, co też papież uczynił 14 czerwca 1441 roku. Kanonicy jednak stawili opór, zyskując poparcie arcybiskupa Genui Giacoma Imperiale.

### Kościół i klasztor dominikański. XV–XVI wiek
Ostatecznie jednak 13 listopada 1442 roku dominikanie przejęli kościół. Na przylegającym do niego terenie rozpoczęli wznoszenie kompleksu klasztornego. W latach 1445–1452 zbudowali drugi klasztor i zakrystię, następnie (1453–1462) pierwszy klasztor, zaś między rokiem 1492 a 1513 – trzeci. W pierwszym klasztorze ulokowano refektarz, dormitoria, kuchnię, infirmerię, natomiast w drugim – kapitularz, bibliotekę, loggię dla braci zakonnych, aptekę i parlatoria. W kościele w miejsce dotychczasowej więźby dachowej zbudowano sklepienia krzyżowe, a do ścian bocznych dobudowano kaplice. W XVI wieku została przebudowana apsyda, wzniesiono też ośmiokątną kopułę, zaś kampanila została połączona z lewym ramieniem transeptu. Do wzbogacenia wystroju wnętrza świątyni w XV–XVII wieku przyczyniły się szlacheckie rody Genui, między innymi: Canevaro, Maggiolo, Sanseverino, Centurione i Lagomarsino. Ród Giustiniani, który przyczynił się do odrestaurowania prezbiterium, otrzymał w 1685 roku prawo patronatu nad nim. Po sponsorach i dobroczyńcach pozostały liczne epitafia i depozyty, zarówno w kościele, jak i klasztorze.

### XVII wiek
W drugiej połowie XVII wieku, w związku ze zmniejszeniem się liczby zakonników i pogorszeniem się sytuacji ekonomicznej klasztoru, dominikanie stanęli w obliczu konieczności wynajęcia jego części, w kościele natomiast nadal prowadzili prace dekoracyjne w niektórych kaplicach.

### XIX wiek i I połowa XX wieku
W pierwszej połowie XIX wieku zakon znajdował się w stanie upadku. Dotknęły go represyjne ustawy z 1855 roku, wprowadzone przez Camilla Cavoura, premiera Królestwa Sardynii, a skierowane przeciwko duchowieństwu. Sytuację pogorszyła dodatkowo okupacja klasztoru przez oddziały wojskowe Królestwa w 1859 roku. Zakonnicy zostali zmuszeni do opuszczenia klasztoru, który na mocy tzw. ustawy spekulacyjnej z 1870 roku przeznaczono na cele świeckie, nadbudowując dodatkowe piętra nad pierwszym i trzecim klasztorem oraz przekształcając oba budynki w lokale mieszkalne. W latach 1859–1860 pod kierunkiem Maurizia Dufoura przeprowadzono restaurację kościoła, natomiast jego fasadę odrestaurowano w 1925 roku pod kierunkiem Soprintendenza ai Monumenti.

### Okres II wojny światowej i lata powojenne
Naloty powietrzne w czasie II wojny światowej, dokonane w 1942 i 1944 roku dotknęły wzgórze Castello w stopniu większym, niż pozostałe dzielnice Genui, niszcząc lub uszkadzając nieodwracalnie ponad dwie trzecie budynków. Ucierpiał również kościół Santa Maria di Castello, choć w stopniu mniejszym niż inne obiekty sakralne, znajdujące się na wzgórzu. Celem aliantów było w rzeczywistości zbombardowanie położonego przy Piazza Dante Torre Piacentini, pierwszego wieżowca we Włoszech, symbolu faszyzmu. W 1945 roku i w latach następnych wzgórze pokrywały sterty gruzu. Podjęto jednak wkrótce dzieło renowacji kościoła i kompleksu klasztornego. W 1948 roku pod kierunkiem Soprintendenza ai Monumenti odrestaurowano fasadę kościoła, a w latach 2005–2007 dokonano jego restauracji.

## Architektura

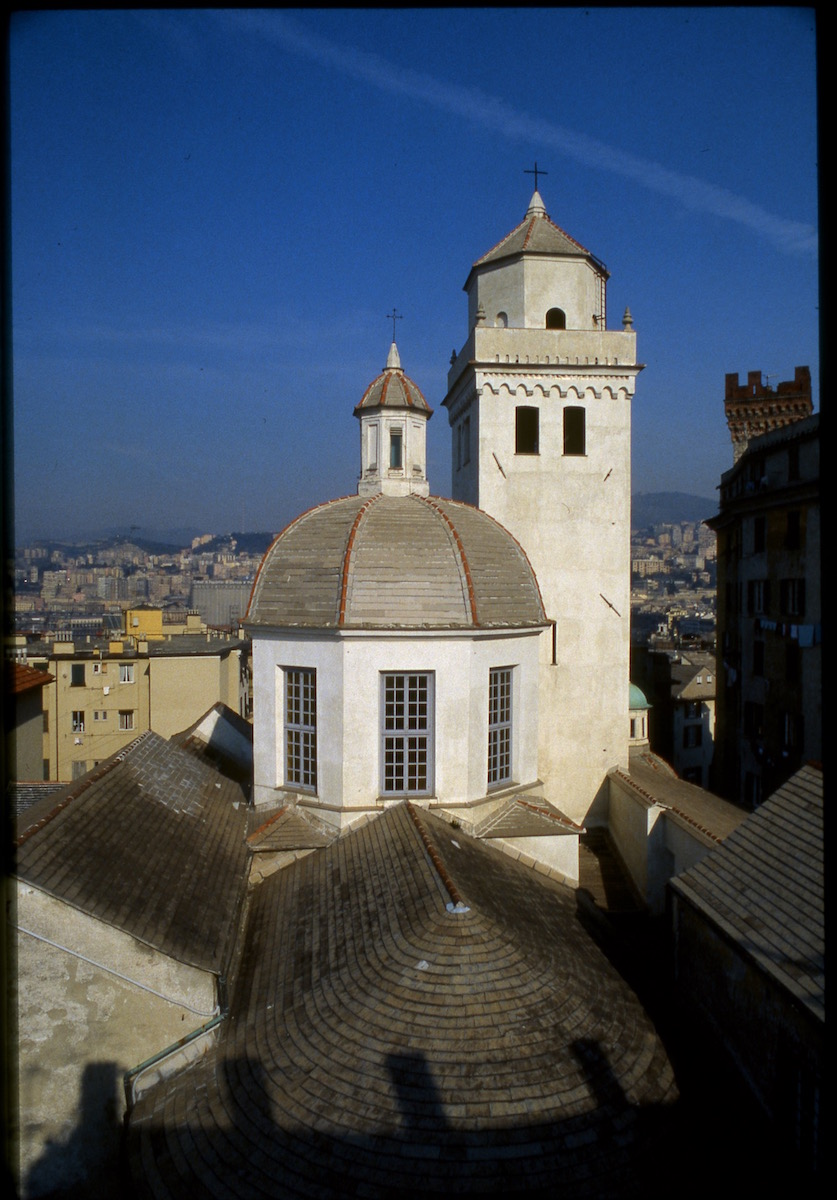
Kopuła i kampanila kościoła

Kościół Santa Maria di Castello jest trzynawową, romańską bazyliką z XII wieku, przebudowaną w XV i XVI wieku, z transeptem i kampanilą. Każda z naw została zamknięta od wschodu apsydą.

### Korpus kościoła
Santa Maria di Castello jest tym kościołem Genui, który najlepiej zachował typ wczesnochrześcijańskiej bazyliki, i to pomimo renowacji, które częściowo zmieniły jego wygląd. Zbudowany w XII wieku został następnie przebudowany przez mistrzów północnolombardzkich. Z tego okresu zachował się korpus nawowy, natomiast prezbiterium zostało całkowicie przebudowane. Przy północnym ramieniu transeptu wznosi się kampanila.

### Fasada
Trzyczęściowa fasada została rozczłonkowana masywnymi lizenami, wznoszącymi się aż do dwuspadowego dachu, odgraniczonego od niej gzymsem arkadkowym. Część przyziemna została rozczłonkowana dodatkowo ślepych arkadami różnej szerokości. W arkadzie środkowej umieszczono portal główny, zaś w skrajnych – portale boczne. Architraw i kapitele kolumn portalu głównego zdobi dekoracja rzeźbiarska. Pokrywający architraw gzyms rzymski z III w.n.e. ozdobiony został motywami figuralnymi (gryfy) i roślinnymi (liście).

## Wnętrze
Wnętrze podzielone zostało na nawy dwoma rzędami 10 rzymskich kolumn z czerwonego granitu, wspierających wydłużone łuki arkad naw bocznych. Dwie arkady położone najbliżej transeptu są wyższe od pozostałych, podobnie jak wyższe są podstawy ich kolumn, co być może zostało spowodowane potrzebą wyrównania pochyłości terenu, na którym zbudowany został kościół. Kapitele kolumn są przeważnie romańskie, pochodzące prawdopodobnie z pierwotnego kościoła. Powyżej łuków arkad ciągnie się rząd okien pseudoempory, co jest cechą typową dla genueńskich kościołów. Krzyżowo-żebrowe sklepienia nawy głównej pochodzą z 1468 roku, natomiast sklepienia naw bocznych są romańskie. Transept zachował swe pierwotne sklepienia, wsparte na pilastrach. W XV wieku zbudowano pięć kaplic lewej nawy, natomiast w XVI wieku – pięć kaplic prawej nawy. W tym samym stuleciu obniżono również posadzkę kościoła do obecnego poziomu. Na przełomie XVI i XVII wieku przebudowano apsydy, wydłużając i poszerzając środkową z nich w związku z koniecznością umieszczenia w niej dużego chóru zakonnego.
Kompleks kościelno-klasztorny Santa Maria di Castello wypełniają liczne dzieła sztuki. Do wzbogacenia dziedzictwa artystycznego świątyni przyczyniło się zwłaszcza przekazanie patronatu nad kaplicami wielkim rodom szlacheckim Genui.

### Prezbiterium

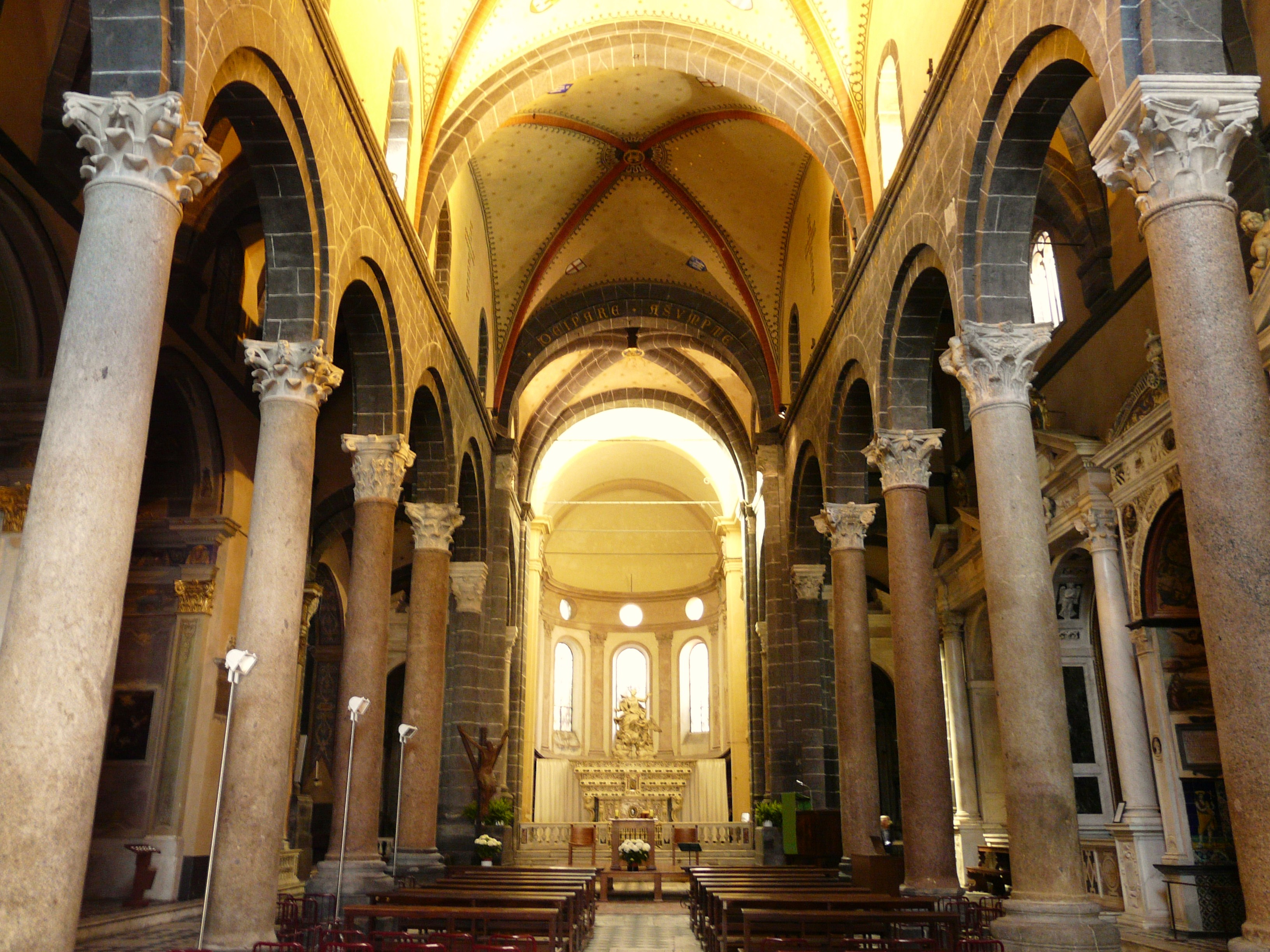
Wnętrze – widok w kierunku prezbiterium

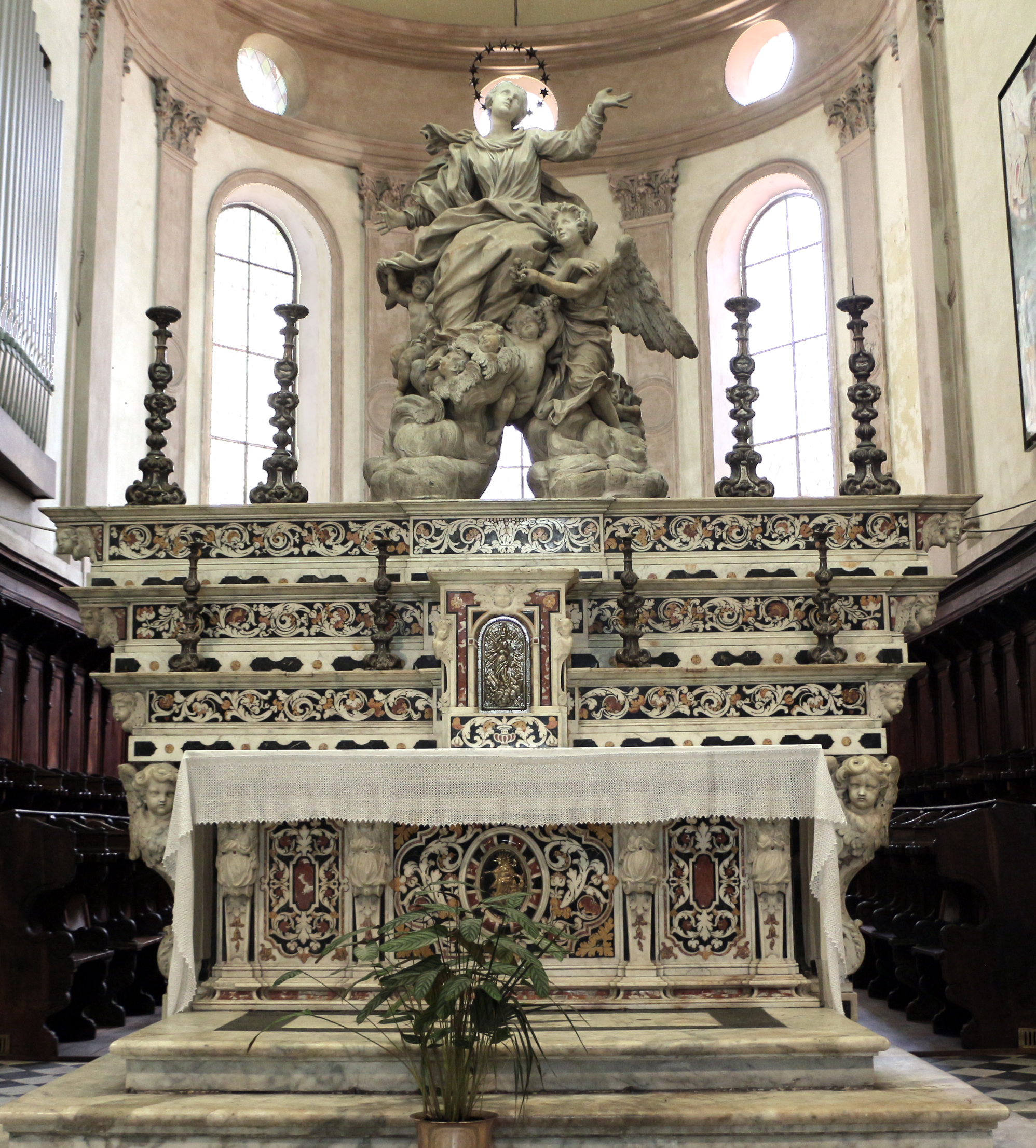
Ołtarz główny – rzeźba Wniebowzięcie Domenica Parodiego

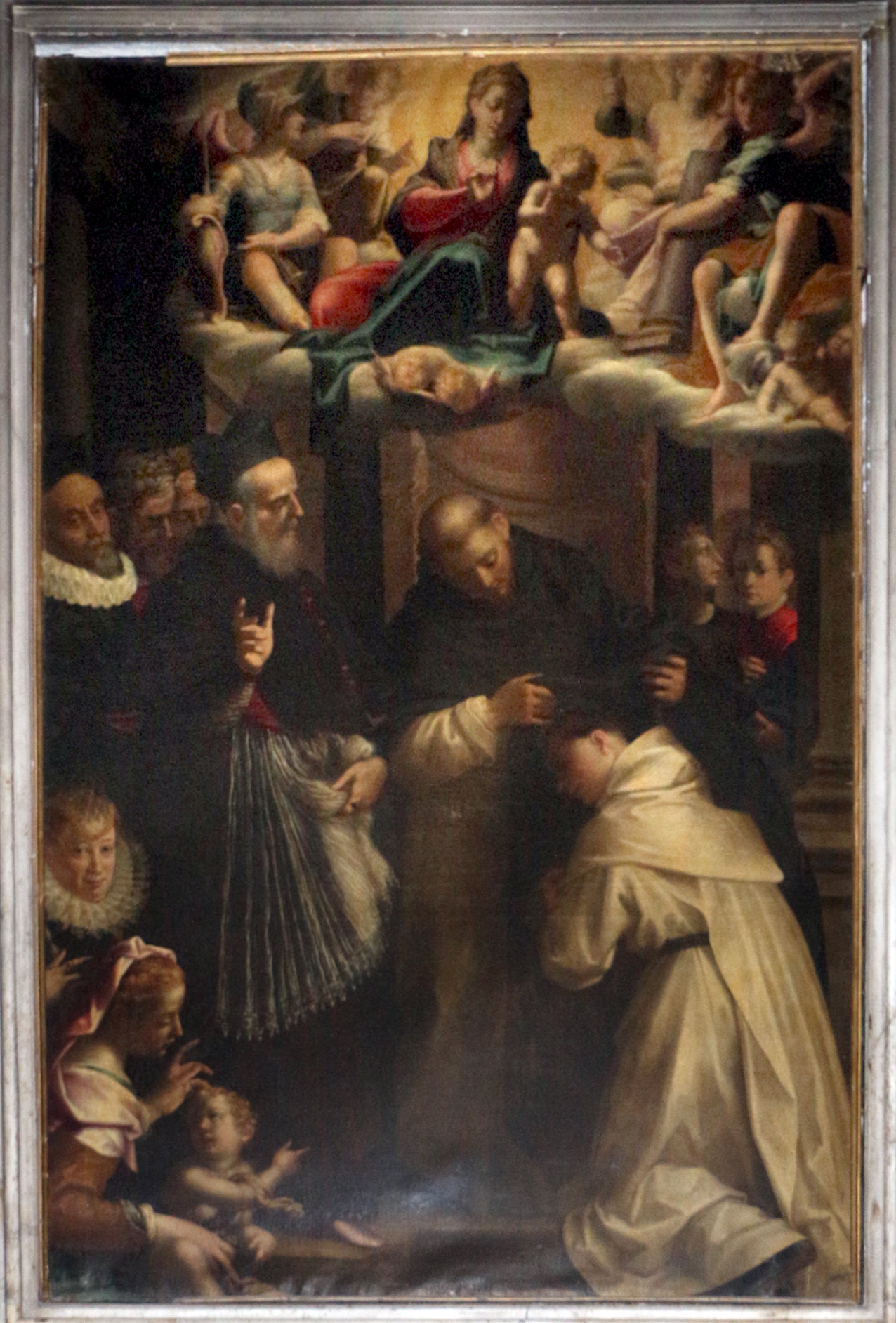
Aurelio Lomi, Św. Jacek otrzymujący habit z rąk św. Dominika w obecności arcybiskupa Krakowa, ok. 1604

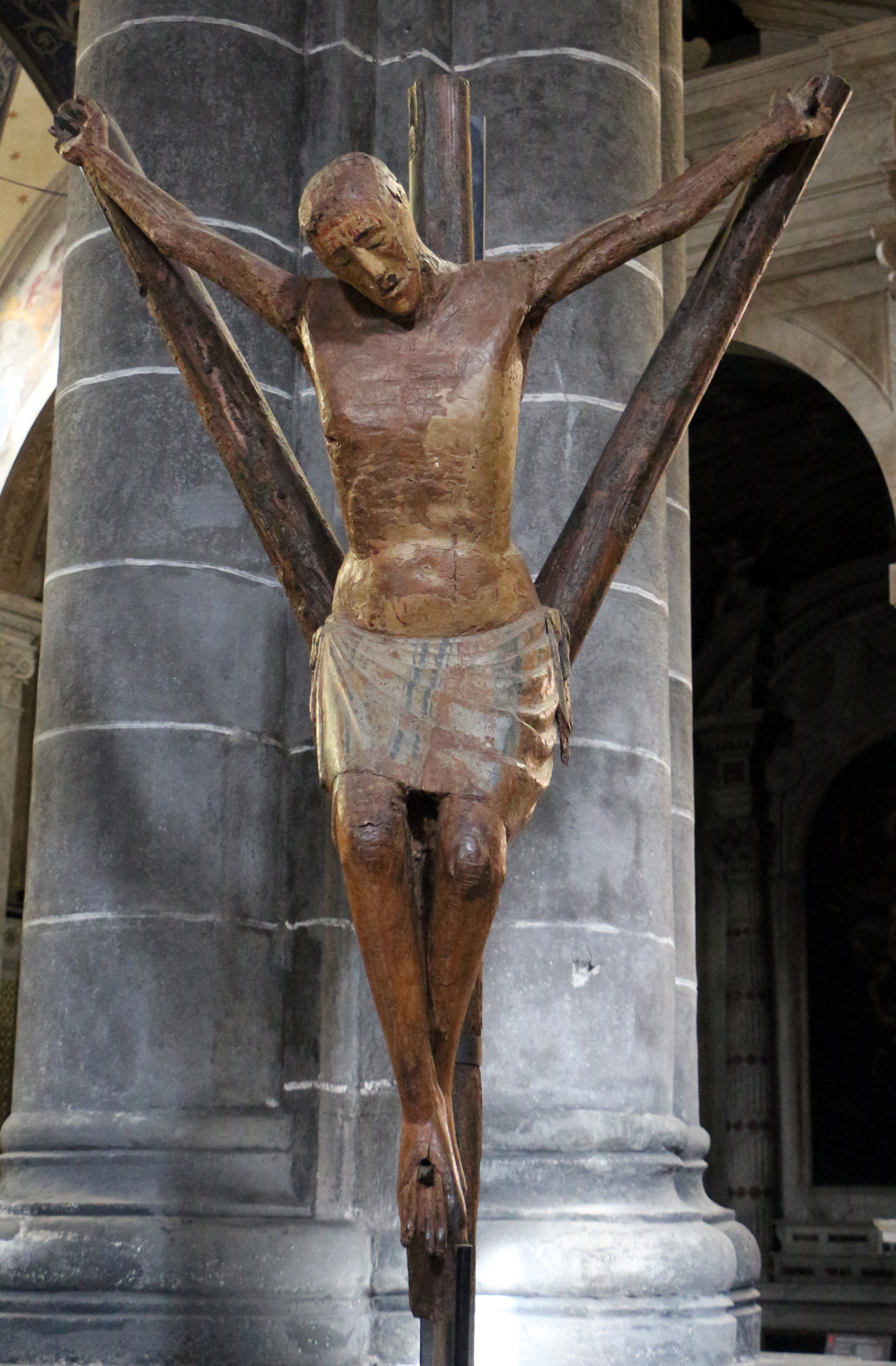
Krucyfiks Cristo Moro

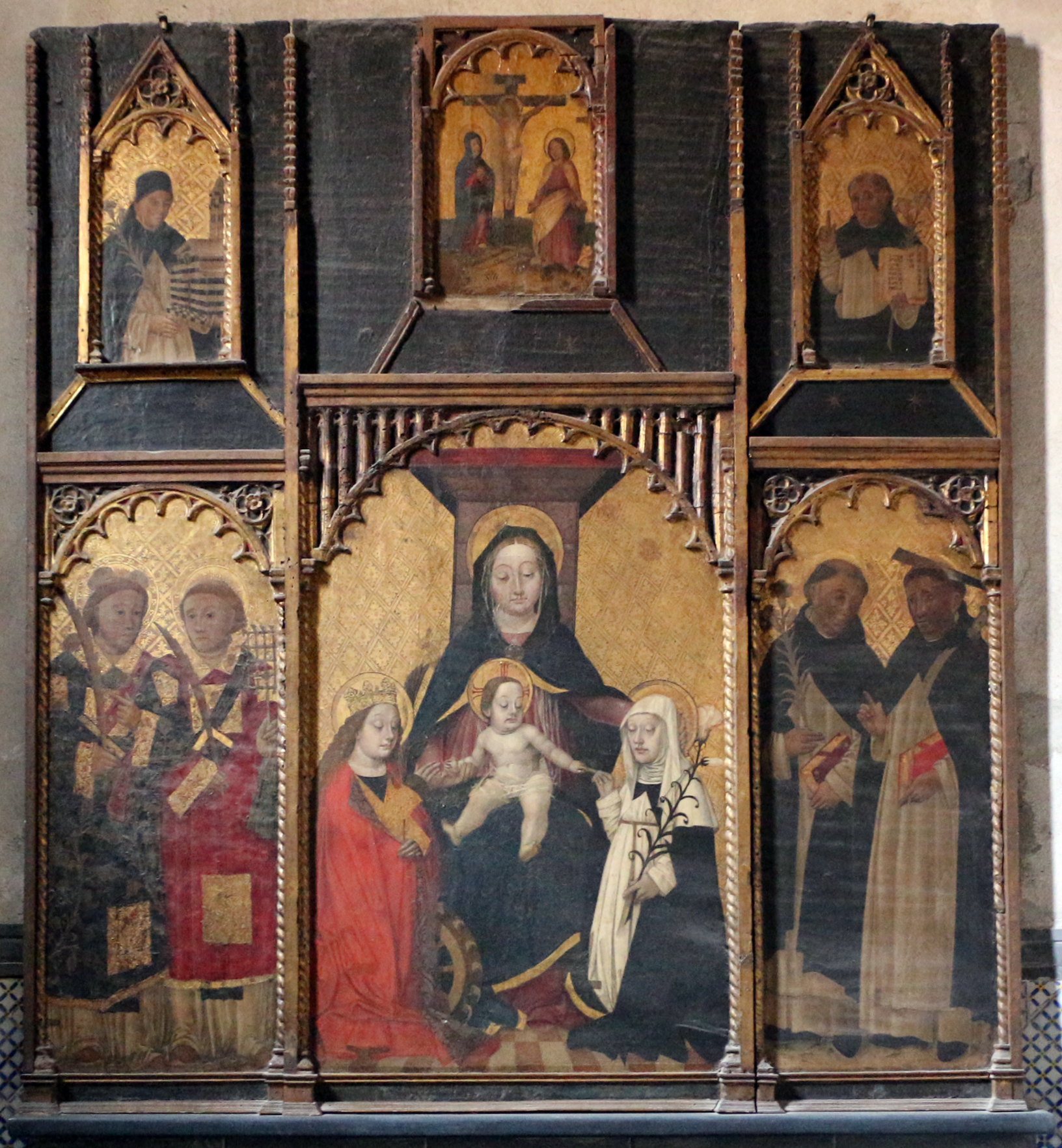
Poliptyk Zaślubiny św .Katarzyny

Prezbiterium zostało powiększone do swojej obecnej postaci w ostatnich dekadach XVI wieku. Z tego samego okresu pochodzą drewniane stalle oraz grobowce dożów i ich małżonek: Luki i Mariettiny Giustinianich (po lewej) oraz i Alessandra Giustiniani i Lelii DeFranchi (po prawej).

#### Ołtarz główny
Ołtarz główny, przebudowany po bombardowaniu Genui w 1684 roku, wypełnia marmurowa grupa rzeźbiarska Wniebowzięcie dłuta Domenica Parodiego z końca XVII wieku.

#### Organy
Organy kościoła Santa Maria di Castello zostały zainstalowane przez firmę Mascioni z Azzio w 1967 roku i zainaugurowane 17 czerwca 1968 roku. Zbudowano je na bazie poprzedniego instrumentu, dzieła tej samej firmy z 1915 roku. W wyniku przebudowy z 1967 roku została rozbudowana klawiatura (o 3 klawisze każdego z 2 manuałów i 5 klawiszy klawiatury nożnej), powiększono też liczbę głosów (o 4). Obecny instrument ma 2 manuały (po 61 klawiszy każdy) i 1 pedał (z 32 klawiszami nożnymi), 34 głosy i elektryczną trakturę gry. Szafa organowa znajduje się w prezbiterium, z prawej strony ołtarza głównego, natomiast stół gry – za ołtarzem głównym.

### Kaplica św. św. Dominika i Jacka
Kaplica z prawej strony prezbiterium dedykowana została świętym dominikańskim: Dominikowi i Jackowi. Na jej bocznych ścianach umieszczono grobowce małżonków Benedetta Giordana i Laury Della Chiesa, dłuta Battisty Caselli. Sklepienie zdobią freski Bernarda Castella: Ojciec Przedwieczny i Dwie sceny z życia św. Jacka. W ołtarzu znajduje się obraz Aurelia Lomiego Św. Jacek otrzymujący habit z rąk św. Dominika w obecności arcybiskupa Krakowa.

### Zakrystia
Przejście do zakrystii (dawnej kaplicy roku Grimaldich) znajduje się pomiędzy kaplicą św.św. Dominika i Jacka a grobowcem Demetria Canevari. Wejście do niej stanowi portal, zbudowany w 1452 roku przez Leonarda Riccomanna według projektu Giovanniego Gaginiego. Obok portalu znajduje się grupa rzeźbiarska z polichromowanego drewna, Madonna miejska adorowana przez św. Bernarda, pochodząca ze zniszczonego oratorium pod wezwaniem tego świętego. W XIV-wiecznej lunecie nad portalem widnieje fresk Ukrzyżowanie. Sama zakrystia to obszerne, XVIII-wieczne pomieszczenie, z wyposażeniem meblarskim wykonanym przez Stefana Porcile. Obraz ołtarzowy Św. Sebastian namalował w 1738 roku Giuseppe Palmieri.

### Prawa nawa
Prawy transept zawdzięcza swój obecny kształt renowacji przeprowadzonej w latach 1601–1604. W prawej nawie znajduje się grób znanego genueńskiego lekarza i bibliofila Demetria Canevari, zrealizowany przez Tommasa Orsolina w latach 1626–1628. Pozostałą część nawy wypełnia pięć kaplic.

#### I kaplica
W ołtarzu pierwszej kaplicy znajduje obraz Wniebowzięcie Aurelia Lomiego z 1601 roku.

#### II kaplica
Druga kaplica dedykowana została św. Piotrowi z Werony. Obraz ołtarzowy, przedstawiający męczeństwo świętego, namalował, podpisał i datował 1597 Bernardo Castello.

#### III Kaplica
Trzecia kaplica, zbudowana w 1524 roku i dedykowana św. Antoninowi, dominikaninowi, arcybiskupowi Florencji, zachowuje swoją oryginalną XVI-wieczną formę. Na jej sklepieniu widnieje fresk Bóg Ojciec Błogosławiący, w górnej partii ścian dwie Sceny z życia króla Dawida, a po lewej stronie – tablica pamiątkowa poświęcona fundacji kaplicy. W dolnej części lewej ściany widnieje Św. Jan Ewangelista, na prawej zaś – Św. Jerzy i smok. Dziełem Pietra Francesca Sacchiego jest Hodegetria ze św. Janem Chrzcicielem, św. Antoninem Pierozzim i św. Mikołajem z Tolentino, podpisana i datowana 1526.

#### IV kaplica
W ołtarzu czwartej kaplicy został umieszczony obraz Męczeństwo św. Błażeja Aurelia Lomiego.

#### V kaplica
Piąta kaplica w 1716 roku została poświęcona św. Piusowi V. Obraz ołtarzowy Krucyfiks unikający pocałunku św. Piusa V namalował Alessandro Gherardini. Powyżej niego znajduje się owalny obraz Św. Maria Magdalena pędzla Giuseppe Palmierego.

### Kaplice z lewej strony prezbiterium

#### Kaplica św. Róży z Limy
Położona z lewej strony prezbiterium kaplica pod wezwaniem św. Róży z Limy została zbudowana w latach 70. XVII wieku. W jej ołtarzu znajduje się obraz Madonna z Dzieciątkiem pędzla Domenica Pioli. Na sklepieniu widnieje fresk Chrzest Chrystusa, otoczony 4 wizerunkami świętymi dominikańskich, namalowanymi pod koniec XVI wieku. Pod stołem ołtarzowym umieszczony został posąg bł. Jakuba de Voragine.

#### Kaplica Krucyfiksu
Po lewej stronie kaplicy św. Róży z Limy znajduje się Kaplica Krucyfiksu. Przed wejściem do niej zostały umieszczone grobowce dwóch dominikańskich arcybiskupów Genui, Giulia Vincenza Gentile, dłuta Filippa Parodiego (po lewej) i Nicolò Marii De Franchi, dłuta Pasquale Bocciarda (po prawej). Łuk wejściowy zdobi fresk Pietà pędzla Gregoria De Ferrari. Ołtarz i tabernakulum z marmuru zbudowano w latach 60. XX wieku według projektu Cesare Fery. Na ołtarzu znajduje się barokowa w stylu kopia drewnianej rzeźby Cristo Moro, przeniesionej do nowego ołtarza, zbudowanego w 1985 roku, również według projektu Cesare Fery. Wystroju kaplicy dopełniają XIX-wieczne freski Antonia Varniego, medaliony z motywem Drogi Krzyżowej oraz 4 grobowce rodów Brignole i Brignole-Sale.

### Lewa nawa
W przeciwieństwie do prawej nawy, której ściana przylega do muru klasztornego w związku z czym jej kaplice są płytsze, a ołtarze zostały umieszczone na ścianie, nawa lewa, zbudowana w drugiej połowie XV wieku, została na początku pomyślana jako miejsce dla pięciu kaplic.

#### Lewy transept
W marmurowym, polichromowanym ołtarzu z I połowy XVII wieku znajduje się obraz Giovanniego Benedetta Castiglione Cud w Soriano. W górnej części ściany zawieszono obraz Cudowne rozmnożenie chleba Francesca Boccaccina.

#### I kaplica
Pierwsza kaplica została dedykowana Matce Bożej Różańcowej. W niszy nad ołtarzem znajduje się drewniany posąg Matki Bożej, przypisywany Pasquale Navone. Stiukową dekorację i wykonał Giacomo Ulisse Borzino, a medaliony wokół łuków z tajemnicami różańcowymi – Marco Cesare Danielli. Na ścianach bocznych znajdują się dwa medaliony Giovanniego Battisty Carlone: Ofiarowanie Jezusa w świątyni i Odnalezienie Jezusa w świątyni. Wystroju kaplicy dopełniają cztery obrazy: Zaślubiny Maryi Domenica Pioli i Narodzenie Maryi anonimowego malarza z Genui oraz Ucieczka do Egiptu i Ofiarowanie Maryi w świątyni, oba przypisywane Lucianowi Borzone.

#### II kaplica
Druga kaplica została w 1797 roku dedykowana bł. Sebastianowi Maggi, dominikaninowi, który zmarł w 1497 roku w opinii świętości w tutejszym klasztorze. XVIII-wieczny obraz ołtarzowy pędzla Francesca Zignago przedstawia przybycie bł. Sebastiana do kościoła Santa Maria di Castello. Pod stołem ołtarzowym umieszczono jego doczesne szczątki. Freski w lunetach bocznych i na sklepieniu, przedstawiające sceny z kultu bł. Sebastiana, namalował przypuszczalnie Giovanni Battista Corradi. Cztery obrazy: Nawiedzenie, Pokłon pasterzy, Ofiarowanie Jezusa w świątyni i Odnalezienie Jezusa w świątyni wyszły spod ręki Andrei Semina.

#### III kaplica
W trzeciej kaplicy znajduje się płótno Domenica Pioli Św. Tomasz z Akwinu adorujący Najświętszy Sakrament. Z lewej strony, pod marmurowym baldachimem, umieszczono oprawiony w pozłacaną drewnianą ramę poliptyk Zwiastowanie, wykonany około 1469 roku przez Giovanniego Mazzone.

#### IV kaplica
Czwarta kaplica została dedykowana św. Wincentemu Ferreriuszowi. Obraz ołtarzowy, Uzdrowienie św. Wincentego, namalował Giovanni Battista Paggi. Z obu stron ołtarza znajdują się obrazy przedstawiające sceny z życia świętego. Malowidła na kopule i sklepieniu wykonał Giovanni Carlone.

#### V kaplica
Piąta kaplica, dedykowana św. Katarzynie ze Sieny, została w 1874 roku zaadaptowana na baptysterium. Chrzcielnica wykonana została z rzymskiego sarkofagu, datowanego na III/IV wiek. Na ołtarzu znajduje się poliptyk z obrazami: Mistyczne zaślubiny św. Katarzyny z Aleksandrii i Św. Katarzyna ze Sieny, dzieło mistrzów lombardzkich z XV wieku. Freski na sklepieniu przedstawiają sceny z życia św. Katarzyny ze Sieny.

### Ściana wewnętrzna fasady
W wyniku restauracji kościoła, dokonanej w latach 2005–2007 odkryto wewnętrzny portal romański, zasłonięty portalem XV-wiecznym, pochodzącym z zakrystii. Z lewej strony portalu widnieje fresk Madonna z Dzieciątkiem pomiędzy św. Dominikiem przedstawiającym bł. Rajmunda z Kapui a św. Piotrem Męczennikiem, przypisywany Lorenzowi Fasolo, pochodzący z rozebranego kościoła San Domenico, podobnie jak XVIII-wieczna nisza z prawej strony, zawierająca XV-wieczny, drewniany Krucyfiks zwany Opatrzność. Ponad XVIII-wiecznymi drzwiami bocznymi wiszą dwa obrazy Francesca Boccaccina: Krucyfiks rozmawiający ze św. Piotrem Męczennikiem (po lewej) i Św. Piotr Męczennik przytwierdzający obciętą nogę młodzieńcowi (po prawej). W centrum ściany znajduje się marmurowy posąg Św. Dominik dłuta Francesca Marii Schiaffina.

## Klasztor
Na pierwszym piętrze drugiego klasztoru, w Loggii dell'Annunciazione, znajduje się fresk Zwiastowanie, Giusta di Alemagna (1451). Sklepienia krzyżowe, udekorowane motywem płomienistych liści, wypełniają tonda Sybille i Prorocy z XV wieku; w głębi znajduje się łupkowy portal ze Św. Dominikiem zapraszającym do milczenia w lunecie. Na drugim piętrze znajdują się: renesansowy posąg Św. Katarzyna Aleksandryjska, marmurowe tabernakulum przypisywane Domenicowi Gaginiemu (XV wiek) i Stara Biblioteka, a w niej: XV-wieczny portal ze Św. Jerzym Giovanniego Gaginiego, marmurowa płyta z gzymsem ozdobionym aniołami (1453), poliptyk Zwiastowanie Giovanniego Mazone, z bogatym gotyckim gzymsem, znajdujący się pierwotnie w kościele. W Nowej Bibliotece przechowywane są kunsztowne kodeksy i inkunabuły. Jednym z dzieł sztuki zdobiących jej wnętrze jest Św. Dominik odnajdujący swoich braci w raju, cenny fresk Carla Braccesca z końca XV wieku.

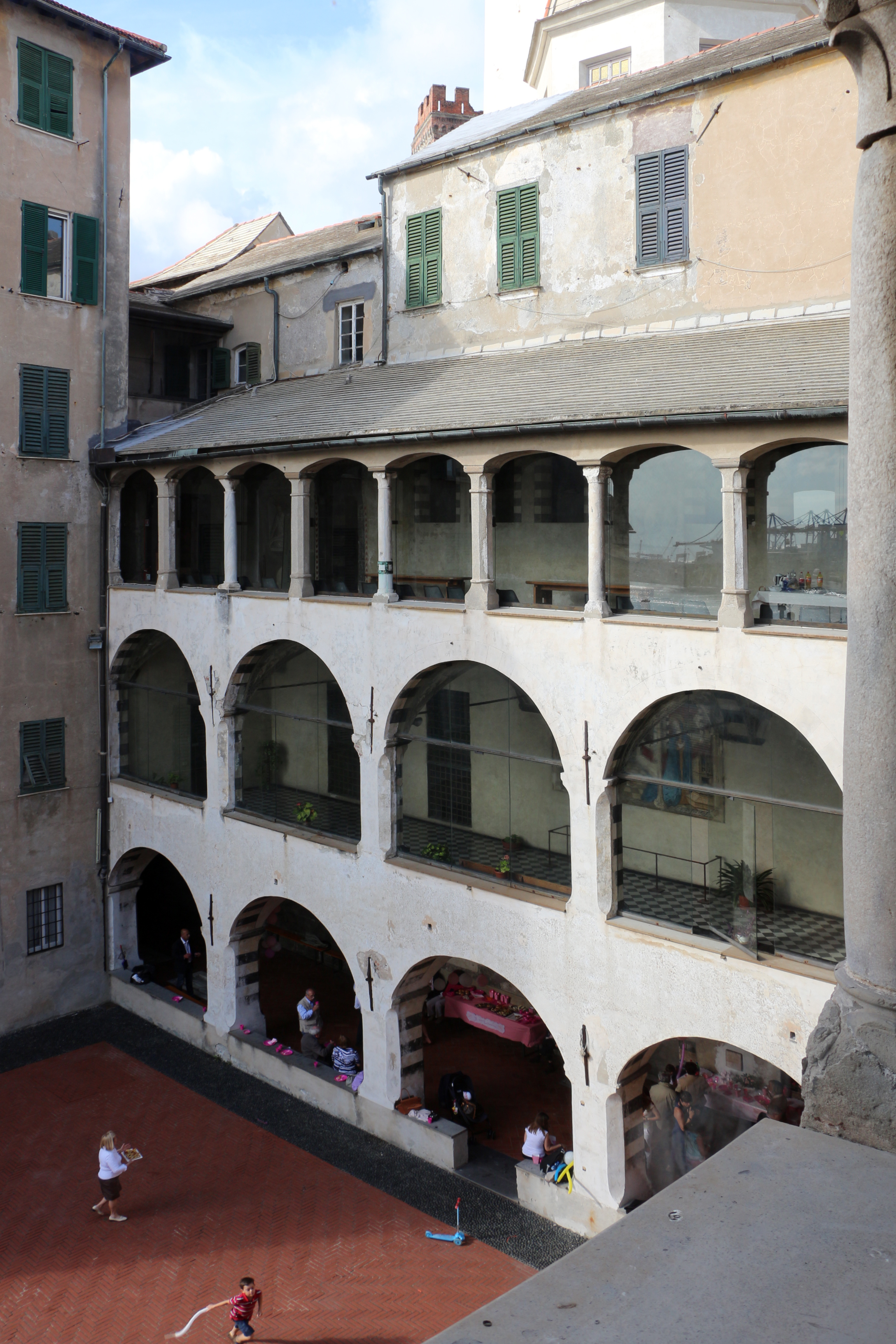
Drugi klasztor
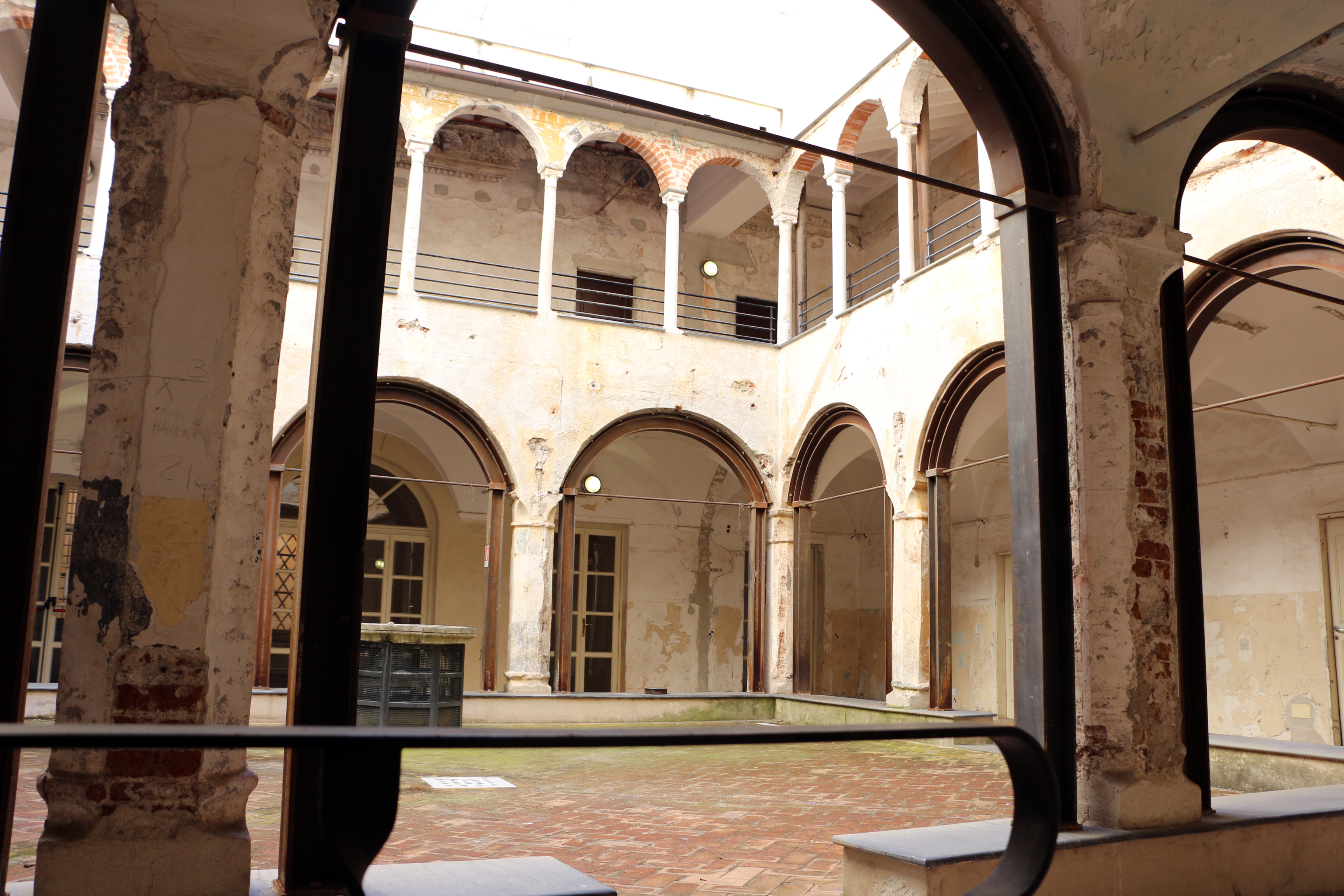
Trzeci klasztor
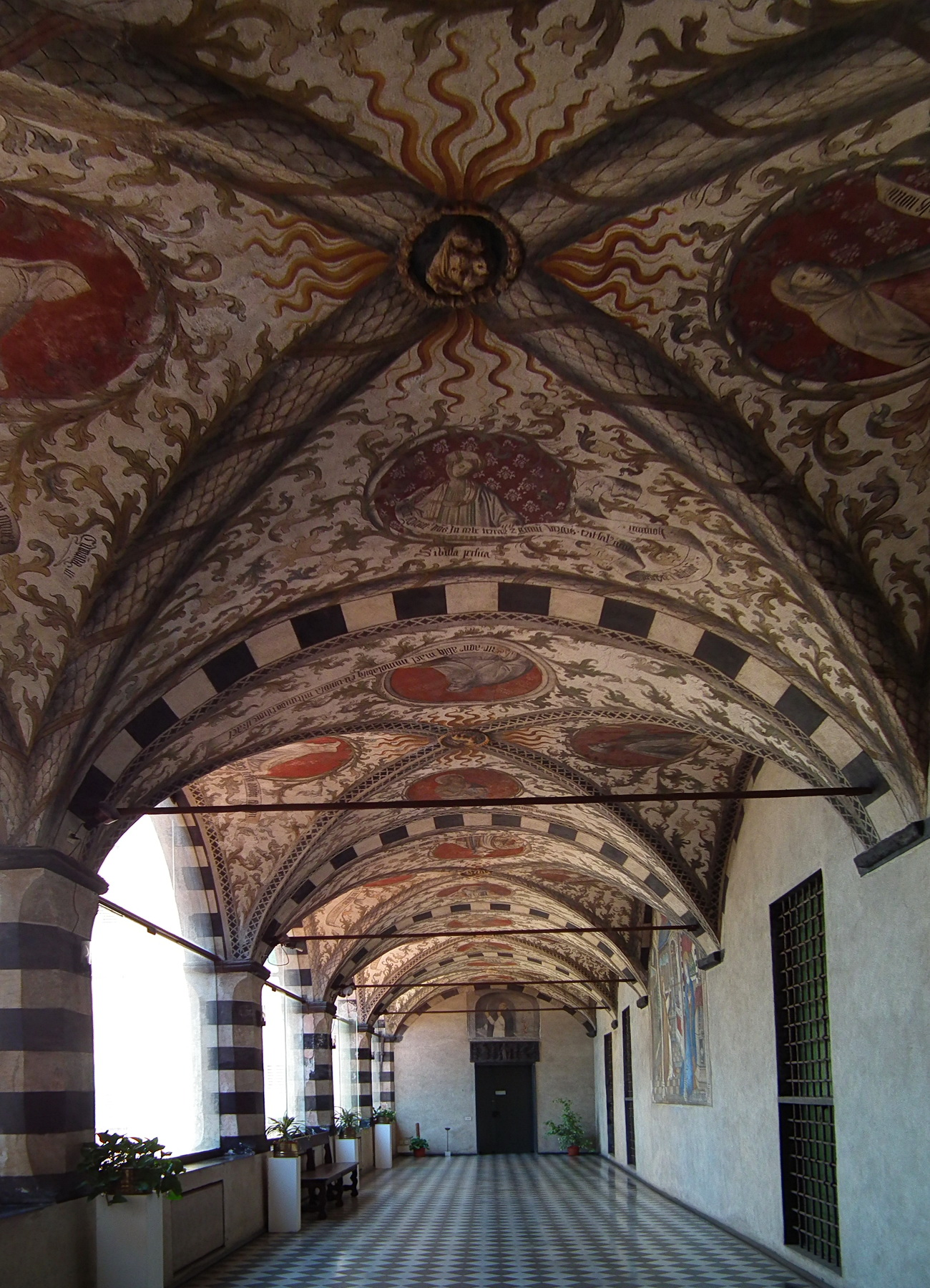
Drugi klasztor, Loggia dell'annunciazione – sklepienia z tondami Sybilli
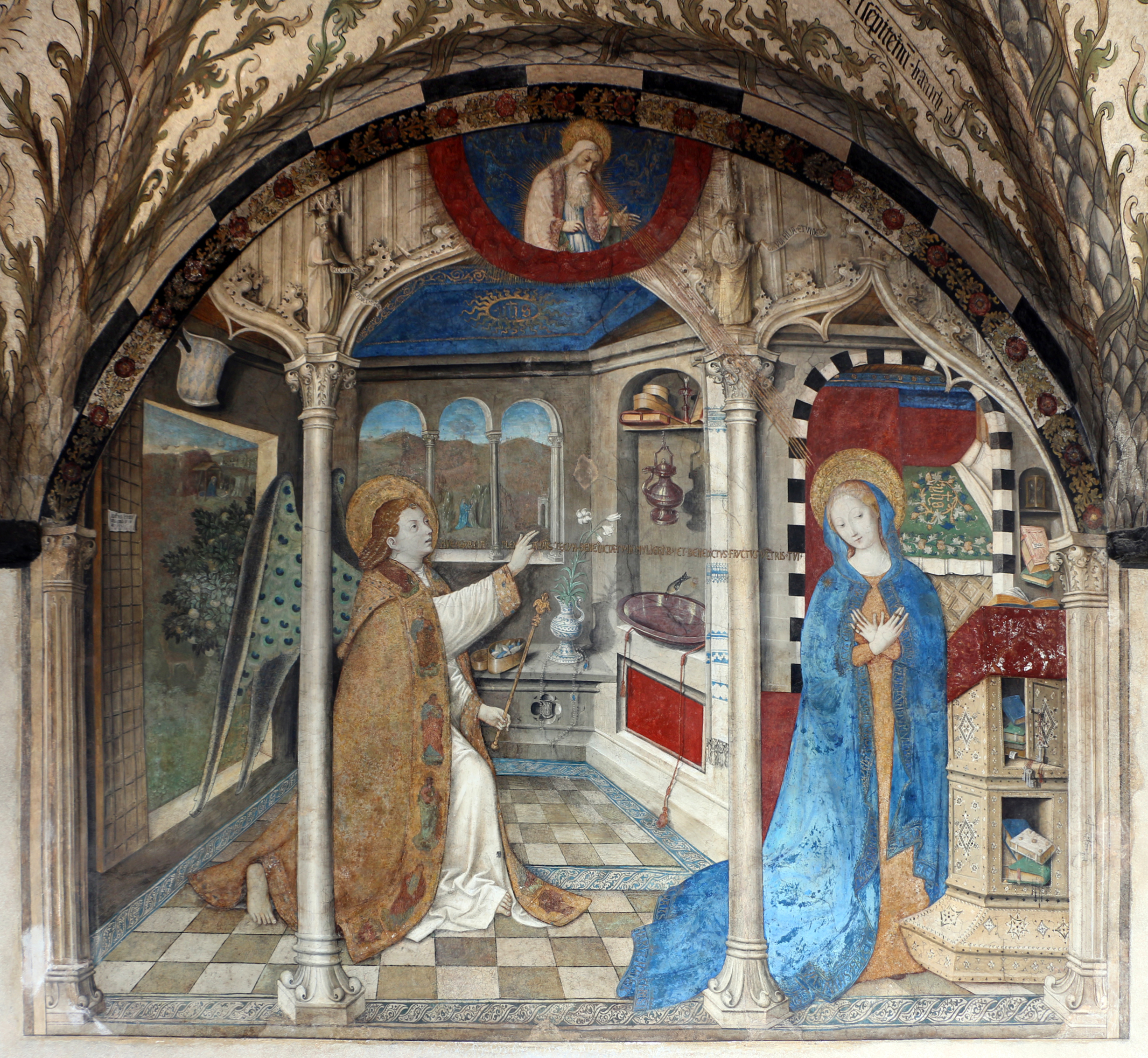
Giusto di Alemagna, fresk Zwiastowanie, 1451
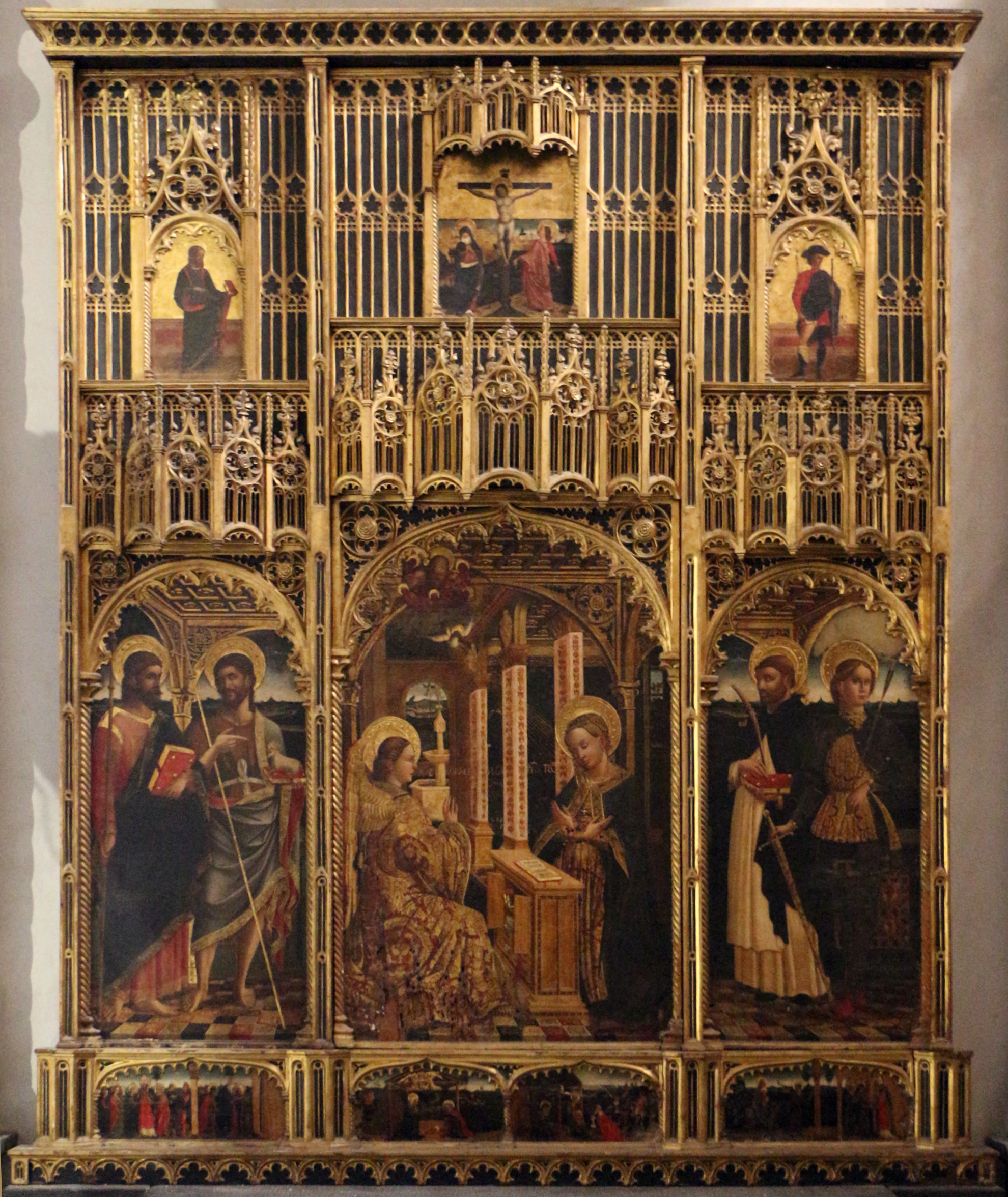
Giovanni Mazzone, poliptyk Zwiastowanie, przed 1469

## Muzeum
Idea budowy muzeum przy kościele Santa Maria di Castello narodziła się z potrzeby ekspozycji tych licznych dzieł sztuki, które po przekształceniach kościoła i klasztoru straciły miejsca swego przechowywania i przestały zostały być dostępne dla zwiedzających. Pierwsze muzeum zbudował Gianvittorio Castelnovi w 1959 roku.
W styczniu 2001 roku oddano do użytku 12 nowych sal, mających łącznie 400 m² powierzchni. Znajdują się w nich meble oraz inne kolekcje, pochodzące nie tylko z Santa Maria di Castello, ale także z innych klasztorów dominikańskich.
W tylnej części chóru zakonnego znajdują się ornaty z XVII i XVIII wieku. W miejscu, w którym dawniej znajdowała się kaplica San Biagio (św. Błażeja, patrona kupców z Ragusy), zebrano najstarsze artefakty, znalezione w Santa Maria di Castello, datowane na okres od II do X wieku. W sali głównej umieszczono kilka obrazów pochodzących z kościoła (Wszyscy Święci lub Raj Ludovica Brei, datowany na 1513 rok, czy poliptyk Nawrócenie św. Pawła, z warsztatu Brei) oraz kilka rzeźb, w tym Niepokalana, wykonana z drewna przez Antona Marię Maragliana (XVIII wiek). W jednej z sal mieści się kolekcja rosyjskich ikon z XIX i XX wieku, podarowanych przez dominikanina Carla Enrica Di Rovasenda. W dwóch innych pomieszczeniach znajduje się zbiór wotów dziękczynnych, związanych z czczonym w Santa Maria di Castello krucyfiksem Cristo Moro. W refektarzu zgromadzono kilka fresków, usuniętych z kościoła i klasztoru. Cztery sale na piętrze zostały przeznaczone na ekspozycję przedmiotów użytkowych i mebli, pochodzących głównie z klasztoru Santi Giacomo i Filippo, w tym zwłaszcza znaczącego zbioru relikwiarzy i sreber. Dla celów dydaktycznych zrekonstruowano jedną z cel zakonnych. W górnej loggii i przyległej kaplicy Grimaldich znajduje się zbiór XV-wiecznych marmurów.